# Coupe de Tunisie de football 1934-1935
Navigation
Coupe de Tunisie 1933-1934 Coupe de Tunisie 1935-1936
La Coupe de Tunisie de football 1934-1935 est la 11e édition de la coupe de Tunisie.
C'est la cinquième Coupe et la troisième consécutive pour le grand club de l'époque, l'Union sportive tunisienne, composée d'un groupe de joueurs talentueux à l'instar d'André Tuil, Cohen Gannouna, Édouard Fitoussi, Raymond Temim, Angel Darmon, Albert Benmussa, Victor Assous, René Pariente, Henri Bismuth, Édouard Zerbib, Jacques Setbon (alias Kiki Lakhal) et Maurice Castro, auteur des trois buts de la finale.

## Résultats

### Premier tour éliminatoire
- Club africain - Kram olympique-Football Club du Kram (réunis) : 3 - 0
- Italia de Tunis - Union sportive de Bou Argoub : 2 - 0
- Savoia de Sousse - Red Star de Sousse : 1 - 0
- Patriote de Sousse - Maccabi de Sousse : 1 - 1 puis 2 - 0
- Métlaoui Sport bat Gazelle sportive de Moularès
- Sporting Club de Gafsa bat Khanfous Club (Redeyef)

### Deuxième tour
- Union sportive tunisienne : Qualifiée d'office en tant que détenteur du titre
- Sfax olympique : Qualifié par tirage au sort
- Patrie Football Club bizertin - Tricolores Tinja Sport : 2 - 2 puis 8 - 2
- Vaillante-Sporting Club de Ferryville - Club athlétique bizertin : 5 - 0
- Union goulettoise - Savoia de La Goulette  : 1 - 0
- Union sportive béjoise bat Union sportive souk-arbienne
- Stade gaulois - Aquila de Radès : 5 - 3
- Racing Club de Tunis - Espoir sportif municipal : 6 - 0
- Jeunesse de Hammam Lif bat Juventus de Mégrine
- Métlaoui Sport bat Sporting Club de Gafsa
- Patriote de Sousse - Savoia de Sousse : 2 - 1
- Étoile sportive du Sahel bat Stade kairouanais
- Sporting Club de Tunis - Italia de Tunis : 1 - 1 puis 1 - 0
- Sfax railway sport bat Jeunesse sportive sfaxienne
- Espérance sportive - Union sportive de Radès : 2 - 1
- Jeunesse sportive d'avant-garde[1]  - Club africain : 1 - 0

### Huitièmes de finale
| Équipe 1                              | Équipe 2                 | Score 90'                |
| Jeunesse sportive d'avant-garde       | Espérance sportive       | 4 - 1                    |
| Union sportive tunisienne             | Sfax railway sport       | 2 - 2 , 1 - 1 puis 4 - 2 |
| Vaillante-Sporting Club de Ferryville | Union goulettoise        | 2 - 1                    |
| Jeunesse de Hammam Lif                | Racing Club de Tunis     | 4 - 3                    |
| Sporting Club de Tunis                | Étoile sportive du Sahel | 2 - 0                    |
| Patriote de Sousse                    | Métlaoui Sport           | Victoire de la Patriote  |
| Patrie Football Club bizertin         | Sfax olympique           | 8 - 0                    |
| Stade gaulois                         | Union sportive béjoise   | 1 - 0                    |

### Quarts de finale
| Équipe 1                              | Équipe 2                        | Score 90' |
| Stade gaulois                         | Patrie Football Club bizertin   | 1 - 0     |
| Vaillante-Sporting Club de Ferryville | Jeunesse de Hammam Lif          | 4 - 2     |
| Sporting Club de Tunis                | Patriote de Sousse              | 1 - 0     |
| Union sportive tunisienne             | Jeunesse sportive d'avant-garde | 2 - 0     |

### Demi-finales
| Équipe 1                  | Équipe 2                              | Score 90' |
| Union sportive tunisienne | Vaillante-Sporting Club de Ferryville | 2 - 1     |
| Sporting Club de Tunis    | Stade gaulois                         | 5 - 1     |

### Finale
| Équipe 1                  | Équipe 2               | Score 90' |
| Union sportive tunisienne | Sporting Club de Tunis | 3 - 0     |

## Source
- La Dépêche tunisienne, rubrique « Sports », 1934-1935